# اوکژیا
اوکژیا (به لهستانی:  Okrzeja) یک روستا در لهستان است که در گمینا کژودا واقع شده‌است. اوکژیا ۱٬۸۰۰ نفر جمعیت دارد.